# Колодезное (Симферопольский район)
Коло́дезное (до 1945 года Учку́й-Тарха́н; укр. Колодязне, крымскотат. Üç Quyu Tarhan, Учь Къую Тархан) — село в Симферопольском районе Республики Крым, входит в состав Скворцовского сельского поселения (согласно административно-территориальному делению Украины — Скворцовского сельского совета Автономной Республики Крым).

## Население
| 2001 | 2014 |
| ---- | ---- |
| 580  | ↘505 |

Всеукраинская перепись 2001 года показала следующее распределение по носителям языка
| Язык             | Процент |
| ---------------- | ------- |
| русский          | 63,79   |
| украинский       | 24,66   |
| крымскотатарский | 11,38   |

### Динамика численности
| - 1805 год — 180 чел. (Учкую — 89, Тархан — 91 чел) - 1864 год — 79 чел. - 1887 год — 125 чел. - 1892 год — 44 чел. - 1902 год — 134 чел. - 1915 год — 96/68 чел. | - 1926 год — 145 чел. - 1939 год — 211 чел. - 1989 год — 568 чел. - 2001 год — 580 чел. - 2009 год — 569 чел. - 2014 год — 505 чел. |

## Современное состояние
В Колодезном 6 улиц, площадь, занимаемая селом, 58,4 гектаров, на которой в 188 дворах, по данным сельсовета на 2009 год, числилось 569 жителей, в селе действует детский сад «Солнышко».

## География
Село Колодезное расположено на западе района, в степной зоне Крыма, в верховьях балки (оврага) Иль, у границы с Сакским районом, высота центра села над уровнем моря 114 м. Расстояние до Симферополя — примерно 32 километра (по шоссе), ближайшая железнодорожная станция Симферополь Грузовой — примерно в 18 километрах. Соседние сёла: Передовое — в 2,5 километрах к северу, Петровка — в 3,5 километрах на запад и Новосёловка — в 2 километрах южнее. Транспортное сообщение осуществляется по региональной автодороге Н548 Скворцово — Лекарственное (по украинской классификации С-0-11355.

## История
Деревня Учкую-Тархан произошла от слияния двух соседних селений, соответственно Учкую и Тархан,
первое документальное упоминание о которых встречается в Камеральном Описании Крыма… 1784 года, судя по которому, в последний период Крымского ханства деревни входили в Бахчисарайский кадылык Бахчисарайского каймаканства. После присоединения Крыма к России (8) 19 апреля 1783 года, (8) 19 февраля 1784 года, именным указом Екатерины II сенату, на территории бывшего Крымского Ханства была образована Таврическая область и деревня была приписана к Симферопольскому уезду. После Павловских реформ, с 1796 по 1802 год, входила в Акмечетский уезд Новороссийской губернии. По новому административному делению, после создания 8 (20) октября 1802 года Таврической губернии, и Учкую, и Тархан были включены в состав Эскиординской волости Симферопольского уезда.
В Ведомости о всех селениях в Симферопольском уезде состоящих с показанием в которой волости сколько числом дворов и душ… от 9 октября 1805 года, в Учкую числилось 18 дворов и 89 крымских татар, в Тархане — 18 дворов и 91 человек, также исключительно крымских татар. На военно-топографической карте генерал-майора Мухина 1817 года обозначены: Таркан с 12 дворами и Учькую с 18. После реформы волостного деления 1829 года обе деревни, согласно «Ведомости о казённых волостях Таврической губернии 1829 года», отнесли к Сарабузской волости. На карте 1836 года в деревне 25 дворов, как и на карте 1842 года, в Тархане — 20.
В 1860-х годах, после земской реформы Александра II, деревня осталась в составе преобразованной Сарабузской волости. В «Списке населённых мест Таврической губернии по сведениям 1864 года», составленном по результатам VIII ревизии 1864 года, записана одна владельческая татарская деревня Учкую-Тархан с 11 дворами, 79 жителями и мечетью при колодцах. Согласно «Памятной книжке Таврической губернии за 1867 год», деревни Учкую и Торхан были покинуты жителями в 1860—1864 годах, в результате эмиграции крымских татар, особенно массовой после Крымской войны 1853—1856 годов, в Турцию и оставались в развалинах. На трехверстовой карте 1865—1876 года в Тархане обозначено 8 дворов, в Учкую — 17. В «Памятной книге Таврической губернии 1889 года», по результатам Х ревизии 1887 года, записана одна деревня Уч-Кую-Тархан с 23 дворами и 125 жителями.

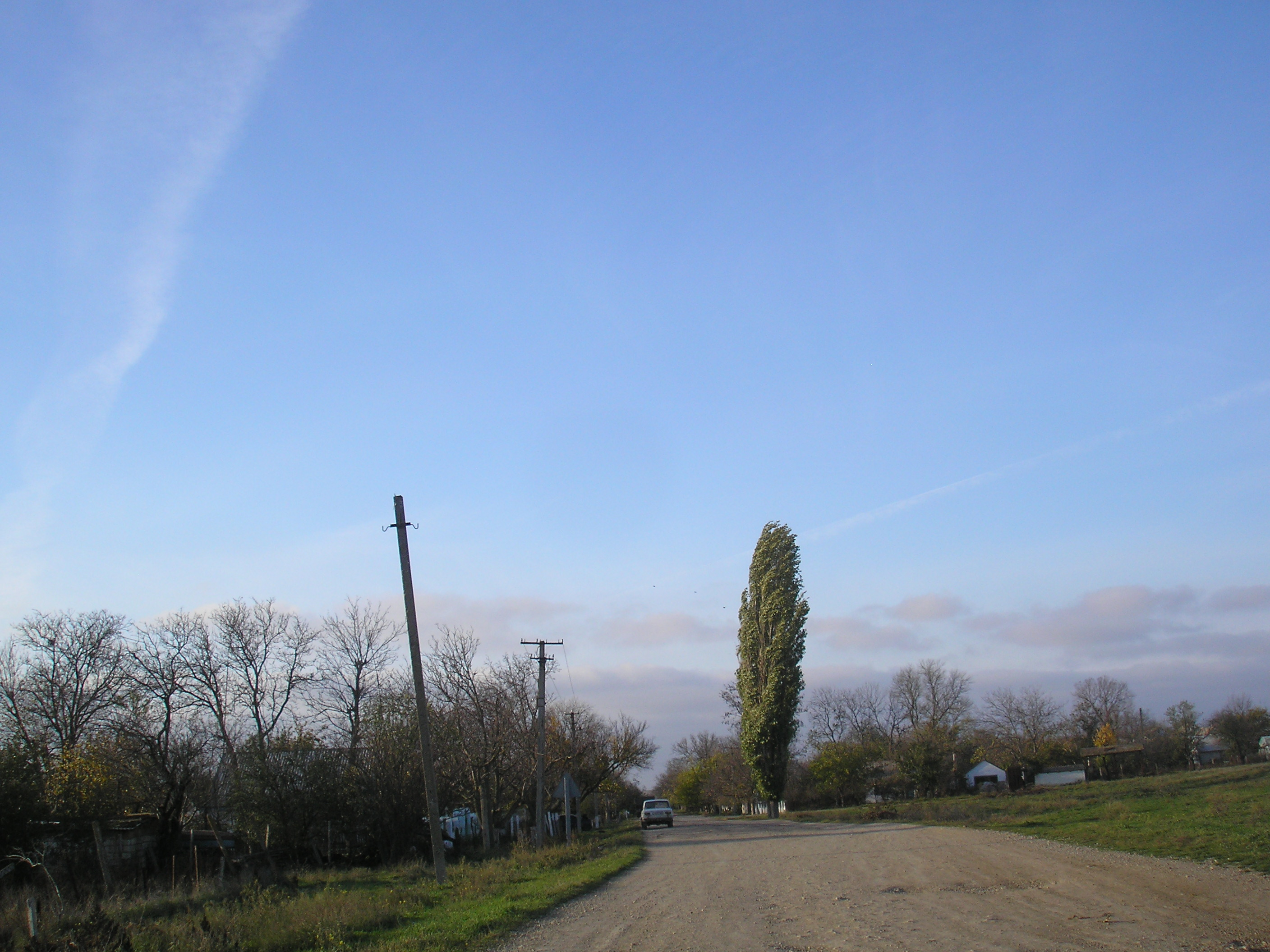

После земской реформы 1890-х годов деревню передали в состав новой Булганакской волости. По «…Памятной книжке Таврической губернии на 1892 год» в деревне Учкую-Тархан, входившей Эскендерское сельское общество, числилось 44 жителя в 6 домохозяйствах. На подробной военно-топографической карте 1892 года — 23 двора населённых эстонцами — видимо, эстонцы в деревню прибыли с третьей волной переселенцев после 1869 года. По «…Памятной книжке Таврической губернии на 1902 год» в деревне Учкую-Тархан, входившей Учкую-Тарханское общество(в полном значении сельского общества ещё не составляющего), числилось 114 жителей в 23 домохозяйствах (из книги не ясно — приведено число жителей в одной деревне, или во всём обществе). По Статистическому справочнику Таврической губернии. Ч.II-я. Статистический очерк, выпуск шестой Симферопольский уезд, 1915 год, в деревне Тархан-Учкую (в совместном владении мещан и поселян-собственников) Булганакской волости Симферопольского уезда числилось 26 дворов с эстонским населением в количестве 96 человек приписных жителей и 68 — «посторонних», из которых 105 мужчин и 68 женщин. Жители владели 2444 десятинами удобной земли. В хозяйствах имелось 300 лошадей, 16 волов, 100 коров и 830 голов мелкого скота.
После установления в Крыму Советской власти, по постановлению Крымревкома от 8 января 1921 года была упразднена волостная система и село включили в состав вновь созданного Подгородне-Петровского района Симферопольского уезда, а в 1922 году уезды получили название округов. 11 октября 1923 года, согласно постановлению ВЦИК, в административное деление Крымской АССР были внесены изменения, в результате которых был ликвидирован Подгородне-Петровский район и образован Симферопольский и село включили в его состав. Согласно Списку населённых пунктов Крымской АССР по Всесоюзной переписи 17 декабря 1926 года, в селе Учкую-Тархан Булганакского сельсовета Симферопольского района, числилось 34 двора, из них 32 крестьянских, население составляло 145 человек, из них 133 эстонца, 10 русских, 2 украинца, действовала эстонская школа. Постановлением президиума КрымЦИК от 26 января 1935 года «Об образовании новой административной территориальной сети Крымской АССР» был создан Сакский район и Учкую-Тархан отнесли к новому району, определив центром сельсовета. По данным всесоюзной переписи населения 1939 года в селе проживало 211 человек.
После освобождения Крыма от фашистов, 12 августа 1944 года было принято постановление № ГОКО-6372с «О переселении колхозников в районы Крыма», по которому в район из Курской и Тамбовской областей РСФСР в район переселялись 8100 колхозников, а в начале 1950-х годов последовала вторая волна переселенцев из различных областей Украины. Указом Президиума Верховного Совета РСФСР от 21 августа 1945 года Учкуй-Тарханский сельсовет был переименован в Колодезненский, а Учкуй-Тархан — в Колодезное. С 25 июня 1946 года Колодезное в составе Крымской области РСФСР, а 26 апреля 1954 года Крымская область была передана из состава РСФСР в состав УССР. Время упразднения сельсовета пока не установлено: на 15 июня 1960 года селжео у числилось в составе Скворцовского.
С 30 декабря 1962 года, после указа Президиума Верховного Совета УССР «Об укрупнении сельских районов Крымской области», Колодезное включили в Евпаторийский район, а с 1 января 1965 года, согласно указу Президиума ВС УССР «О внесении изменений в административное районирование УССР — по Крымской области» — отнесли к Симферопольскому району. По данным переписи 1989 года в селе проживало 568 человек. С 12 февраля 1991 года село в восстановленной Крымской АССР, 26 февраля 1992 года переименованной в Автономную Республику Крым. С 21 марта 2014 года в составе Крыма аннексировано Россией.